# Панамериканська спортивна організація
Панамериканська спортивна організація (акронім: ПАСО; англ. Pan American Sports Organization PASO; ісп. Organización Deportiva Panamericana ODEPA; порт. Organização Desportiva Pan-Americana ODEPA; фр. Organisation Sportive Pan-Américaine OSPA) — міжнародна організація, яка репрезентує 41 національний олімпійський комітет країн Північної та Південної Америки.
ПАСО є дочірньою організацією Міжнародного олімпійського комітету та його дочірніми структурами, серед яких і АНОК, Асоціація національних олімпійських комітетів і є всеконтинентальною асоціацією обох Америк.
Основним заходом, що проводиться під егідою організації є Панамериканські ігри, які проходять щочотири роки з 1951 року. З 1999 року проходять Парапанамериканські ігри — аналог панамериканских ігор для неповноздатних атлетів. 1990 року проходили Зимові панамериканські ігри, проте з того часу їх не проводили. 2014 року було започатковано Панамериканський спортивний фестиваль — регіональний захід для атлетів.

## Дочірні організації
У Панамериканської спортивної асоціації є чотири дочірні організації, а саме:
- ODESUR – організовує Південноамериканські ігри
- CASCO –організовує Центальноамериканські та Карибські ігри
- ORDECA – організовує Центральноамериканські ігри
- ODEBO – організовує Боліварійські ігри

## Країни-учасниці
У таблиці нижче також подано роки визнання НОК Міжнародним олімпійським комітетом (МОК) у випадку, якщо дата заснування НОК відрізняється від дати його визнання.
| Країна                          | Код | Національний олімпійський комітет                         | Заснована | Регіон                     | Прим. |
| ------------------------------- | --- | --------------------------------------------------------- | --------- | -------------------------- | ----- |
| Антигуа і Барбуда               | ANT | Олімпійська асоціація Антигуа і Барбуди                   | 1966/1976 | Кариби                     |       |
| Аргентина                       | ARG | Аргентинський олімпійський комітет                        | 1923      | Південна Америка           |       |
| Аруба                           | ARU | Арубський олімпійський комітет                            | 1985/1986 | Кариби                     |       |
| Багамські острови               | BAH | Багамська олімпійська асоціація                           | 1952      | Кариби                     |       |
| Барбадос                        | BAR | Барбадоська олімпійська асоціація                         | 1955      | Кариби                     |       |
| Беліз                           | BIZ | Белізька асоціація Олімпійських та державних ігор         | 1967      | Центральна Америка         |       |
| Бермудські Острови              | BER | [Бермудська олімпійська асоціація                         | 1935/1936 | Північна Америка           |       |
| Болівія                         | BOL | Болівійський олімпійський комітет                         | 1932/1936 | Південна Америка           |       |
| Бразилія                        | BRA | Бразильський олімпійський комітет                         | 1914/1935 | Південна Америка           |       |
| Британські Віргінські Острови   | IVB | Олімпійський комітет Британських Віргінських Островів     | 1980/1982 | Кариби                     |       |
| Канада                          | CAN | Канадський олімпійський комітет                           | 1904/1907 | Північна Америка           |       |
| Кайманові Острови               | CAY | Олімпійський комітет Кайманових Островів                  | 1973/1976 | Кариби                     |       |
| Чилі                            | CHI | Чилійський олімпійський комітет                           | 1934      | Південна Америка           |       |
| Колумбія                        | COL | Колумбійський олімпійський комітет                        | 1936/1948 | Південна Америка           |       |
| Коста-Рика                      | CRC | Олімпійський комітет Коста-Рики                           | 1953/1954 | Центральна Америка         |       |
| Куба                            | CUB | Олімпійський комітет Куби                                 | 1926/1954 | Кариби                     |       |
| Домініка                        | DMA | Олімпійський комітет Домініки                             | 1987/1993 | Кариби                     |       |
| Домініканська Республіка        | DOM | Олімпійський комітет Домініканської Республіки            | 1946/1962 | Кариби                     |       |
| Еквадор                         | ECU | Еквадорський національний олімпійський комітет            | 1948/1959 | Південна Америка           |       |
| Сальвадор                       | ESA | Олімпійський комітет Сальвадору                           | 1949/1962 | Центральна Америка         |       |
| Гренада                         | GRN | Гренадський олімпійський комітет                          | 1984      | Кариби                     |       |
| Гватемала                       | GUA | Гватемальський олімпійський комітет                       | 1947      | Центральна Америка         |       |
| Гаяна                           | GUY | Гаянська олімпійська асоціація                            | 1935/1948 | Кариби                     |       |
| Гаїті                           | HAI | Олімпійський комітет Гаїті                                | 1914/1924 | Кариби                     |       |
| Гондурас                        | HON | Олімпійський комітет Гондурасу                            | 1956      | Центральна Америка         |       |
| Ямайка                          | JAM | Ямайська олімпійська асоціація                            | 1936      | Кариби                     |       |
| Мексика                         | MEX | Мексиканський олімпійський комітет                        | 1923      | Північна Америка           |       |
| Нікарагуа                       | NCA | Олімпійський комітет Нікарагуа                            | 1959      | Центральна Америка         |       |
| Панама                          | PAN | Національний олімпійський комітет Панами                  | 1934/1947 | Центральна Америка         |       |
| Парагвай                        | PAR | Парагвайський олімпійський комітет                        | 1970      | Південна Америка           |       |
| Перу                            | PER | Перуанський олімпійський комітет                          | 1924/1936 | Південна Америка           |       |
| Пуерто-Рико                     | PUR | Олімпійський комітет Пуерто-Рико                          | 1948      | Кариби                     |       |
| Сент-Кіттс і Невіс              | SKN | Олімпійський комітет Сент-Кіттс і Невіс                   | 1986/1993 | Кариби                     |       |
| Сент-Люсія                      | LCA | Олімпійський комітет Сент-Люсії                           | 1987/1993 | Кариби                     |       |
| Сент-Вінсент і Гренадини        | VIN | Національний олімпійський комітет Сент-Вінсент і Гренадин | 1982/1987 | Кариби                     |       |
| Суринам                         | SUR | Суринамський олімпійський комітет                         | 1959      | Кариби (Південна Америка)) |       |
| Тринідад і Тобаго               | TTO | Олімпійський комітет Тринідад і Тобаго                    | 1946/1948 | Кариби                     |       |
| Сполучені Штати Америки         | USA | Олімпійський комітет США                                  | 1894      | Північна Америка           |       |
| Уругвай                         | URU | Уругвайський олімпійський комітет                         | 1923      | Південна Америка           |       |
| Венесуела                       | VEN | Олімпійський комітет Венесуели                            | 1935      | Південна Америка           |       |
| Американські Віргінські Острови | ISV | Олімпійський комітет Американських Віргінських Островів   | 1967      | Кариби                     |       |

Колишній член: Олімпійський комітет нідерландських атлетів